# Ngày quốc khánh
Ngày quốc khánh là ngày lễ quan trọng của một quốc gia. Nó đánh dấu một sự kiện lịch sử, chính trị hoặc văn hóa gắn liền với lịch sử Nhà nước hiện tại của quốc gia đó. Tại hầu hết các nước, ngày quốc khánh đánh dấu sự khai sinh của quốc gia: ngày giành được độc lập như ở Mỹ, lật đổ chế độ cũ như tại Pháp, ngày thông qua hiến pháp như ở Thổ Nhĩ Kỳ...

### B
- Bahamas: 10 tháng 7
- Bahrain: 16 tháng 12
- Ba Lan: 3 tháng 5 và 11 tháng 11
- Bangladesh: 26 tháng 3
- Barbados: 30 tháng 11
- Belarus: 31 tháng 7
- Bỉ: 21 tháng 7
- Belize: 10 tháng 9 và 21 tháng 9
- Bénin: 1 tháng 8
- Bermuda: 24 tháng 5
- Bhutan: 17 tháng 12
- Bolivia: 6 tháng 8
- Bonaire (Hà Lan) 6 tháng 9
- Bosnia và Herzegovina: 1 tháng 3
- Botswana: 30 tháng 9
- Brasil: 7 tháng 9
- Anh (11 tháng 6 Ngày nước Anh)
- Quần đảo Virgin thuộc Anh 1 tháng 7
- Bồ Đào Nha: 10 tháng 6
- Brunei: 23 tháng 2
- Bulgaria: 3 tháng 3
- Burkina Faso: 4 tháng 8
- Burundi: 1 tháng 7

### C
- Campuchia: 9 tháng 11
- Cameroon: 20 tháng 5
- Canada: 1 tháng 7
- Cape Verde: 12 tháng 9
- Catalonia (Tây Ban Nha) 11 tháng 9
- Quần đảo Cayman thứ Hai đầu tiên của tháng 7
- Cộng hoà Trung Phi: 1 tháng 12
- Tchad: 11 tháng 8
- Chile: 18 tháng 9
- Trung Quốc 1 tháng 10
- Colombia: 20 tháng 7
- Comoros: 6 tháng 7
- Quần đảo Cook: 4 tháng 8
- Costa Rica: 15 tháng 9
- Bờ biển Ngà: 7 tháng 8
- Croatia: 25 tháng 6
- Cuba: 1 tháng 1
- Curaçao (Hà Lan) 2 tháng 7
- Síp: 1 tháng 10
- Cộng hoà Séc: 28 tháng 10 (ngày này của Cộng hòa Séc hơi phức tạp)

### D
- Cộng hoà Dân chủ Congo: 30 tháng 6
- Đan Mạch: 5 tháng 6
- Djibouti: 27 tháng 6
- Dominica: 3 tháng 11
- Cộng hòa Dominicana: 27 tháng 2 16 tháng 8

### E
- Đông Timor: 28 tháng 11
- Ecuador: 10 tháng 8
- Ai Cập: 23 tháng 7: 6 tháng 10
- El Salvador: 15 tháng 9
- Anh: 23 tháng 4
- Guinea xích đạo: 12 tháng 10
- Eritrea: 24 tháng 5
- Estonia: 24 tháng 2
- Eswatini: 6 tháng 9
- Ethiopia: 28 tháng 5

### F
- Quần đảo Falkland: 14 tháng 6
- Quần đảo Faroe (Đan Mạch) 29 tháng 7
- Fiji: 10 tháng 10
- Phần Lan: 6 tháng 12
- Pháp: 14 tháng 7 (Ngày Fête de la Fédération)
- Guyana thuộc Pháp (Pháp) 14 tháng 7
- Polynesia thuộc Pháp (Pháp) 14 tháng 7

### G
- Gabon: 17 tháng 8
- Gambia: 18 tháng 2
- Gruzia: 26 tháng 5
- Đức: 3 tháng 10
- Ghana: 6 tháng 3
- Gibraltar 10 tháng 9
- Hy Lạp: 25 tháng 3 & 28 tháng 10
- Greenland (Đan Mạch) 21 tháng 6 (Ngày dài nhất trong năm)
- Grenada: 7 tháng 2
- Guadeloupe (Pháp) 14 tháng 7
- Guam (Hoa Kỳ) 21 tháng 7
- Guatemala: 15 tháng 9
- Guernsey and Dependencies: 9 tháng 5
- Guinea: 3 tháng 4
- Guinea-Bissau: 24 tháng 9
- Guyana: 23 tháng 2

### H
- Haiti: 1 tháng 1
- Herm: 9 tháng 5
- Honduras: 15 tháng 9
- Hong Kong: 1 tháng 7
- Hungary: 15 tháng 3: 20 tháng 8 23 tháng 10

### I
- Iceland: 17 tháng 6
- Ấn Độ: 26 tháng 1-Republic Day (Anniversary of India becoming the first republic in the British Commonwealth of Nations on 26 tháng 1 năm 1950); 15 tháng 8-Independence Day (Anniversary of India gaining independence from the British Empire on 15 tháng 8 năm 1947); 2 tháng 10-Birthday of Mahatma Gandhi, Father of the Nation.
- Indonesia: 17 tháng 8
- Iran: 1 tháng 4
- Iraq: 3 tháng 10
- Ireland: 17 tháng 3 (St. Patrick's Day)
- Đảo Man: 5 tháng 7
- Israel: 14 tháng 5 (around the --, according to Jewish calendar)
- Ý: 2 tháng 6 (Festa della Repubblica)
- Nhật Bản: 11 tháng 2 (National Foundation Day)
- Jersey: 9 tháng 5
- Jordan: 25 tháng 5

### K
- Kazakhstan: 25 tháng 10
- Kenya: 12 tháng 12
- Kiribati: 12 tháng 7
- Kuwait: 25 tháng 2
- Kyrgyzstan: 31 tháng 8

### L
- Lào: 2 tháng 12
- Latvia: 18 tháng 11
- Liban: 22 tháng 11
- Lesotho: 4 tháng 10
- Liberia: 26 tháng 7
- Libya: 1 tháng 9
- Liechtenstein: 15 tháng 8
- Litva: 16 tháng 2
- Luxembourg: 23 tháng 6

### M
- Macedonia: 8 tháng 9
- Macau: 20 tháng 12
- Madagascar: 26 tháng 6
- Malawi: 6 tháng 7
- Malaysia: 31 tháng 8
- Maldives ngày đầu tiên của tháng thứ ba trong lịch Hồi giáo
- Mali: 22 tháng 9
- Malta: 21 tháng 9; 31 tháng 3; 8 tháng 9; 13 tháng 12; 7 tháng 6
- Quần đảo Marshall: 1 tháng 5
- Martinique (Pháp) 14 tháng 7
- Mauritanie: 28 tháng 11
- Mauritius: 12 tháng 3
- Mayotte (Pháp) 14 tháng 7
- México: 16 tháng 9
- Liên bang Micronesia: 3 tháng 11 (Independence Day)
- Moldova: 27 tháng 8
- Monaco: 19 tháng 11
- Mông Cổ: 11 tháng 7
- Montenegro 13 tháng 7
- Montserrat ngày thứ bảy của tuần thứ hai vào tháng 6
- Maroc: 2 tháng 3
- Mozambique: 25 tháng 6
- Myanmar: 14 tháng 11

### N
- Namibia: 21 tháng 3
- Nauru: 31 tháng 1
- Nepal: 18 tháng 2: 28 tháng 12
- Antille thuộc Hà Lan (Hà Lan) 30 tháng 4
- Hà Lan (quốc gia) (Queensday) 30 tháng 4, (Bevrijdingsdag|Liberation Day) 5 tháng 5, 15 tháng 12
- Nouvelle-Calédonie (Pháp) 14 tháng 7
- New Zealand: 6 tháng 2 (Waitangi Day)
- Nhật Bản: 11 tháng 2 (Ngày Kiến quốc)
- Nicaragua: 15 tháng 9
- Niger: 18 tháng 12
- Nigeria: 1 tháng 10 và 29 tháng 5
- Niue: 6 tháng 2
- Đảo Norfolk (Úc) 8 tháng 6
- Triều Tiên: 8 tháng 9.
- Bắc Ireland: 17 tháng 3 (St. Patrick's Day) and 12 tháng 7 (Battle of the Boyne Day)
- Quần đảo Bắc Mariana: 8 tháng 1
- Na Uy: 17 tháng 5

### O
- Oman: 18 tháng 11

### P
- Pakistan: 28 tháng 1 (Pakistan day), 23 tháng 3 (Ngày Cộng Hoà), 14 tháng 8 (Ngày Độc Lập)
- Palau: 9 tháng 7
- Panama: 3 tháng 11
- Papua New Guinea: 16 tháng 9
- Paraguay: 14 tháng 5
- Peru: 28 tháng 7
- Philippines: 12 tháng 6
- Quần đảo Pitcairn Thứ bảy của tuần thứ 2 trong tháng 6
- Ba Lan: 3 tháng 5, Ngày Công bố hiến pháp, và 11 tháng 11, (Ngày Độc Lập)
- Puerto Rico (Hoa Kỳ) 25 tháng 7 (Ngày công bố hiến pháp)

### Q
- Qatar, 18 tháng 12 (Official National Day)
- Québec, 24 tháng 6 (Quebec's National Holiday)

### R
- Cộng hoà Congo: 15 tháng 8
- Réunion (Pháp) 14 tháng 7
- România: 1 tháng 12
- Nga: 12 tháng 6
- Rwanda: 1 tháng 7

### S
- Saba (Hà Lan) 3 tháng 12
- Sint Eustatius (Hà Lan) 16 tháng 11
- Saint Helena Ngày thứ bảy của tuần thứ 2 trong tháng 6
- Saint Kitts và Nevis: 19 tháng 9
- Saint Lucia: 13 tháng 12
- Saint Maarten (Hà Lan) 11 tháng 11
- Saint-Pierre và Miquelon (Pháp) 14 tháng 7
- Saint Vincent và Grenadines: 27 tháng 10
- Sami (Thuỵ Điển, Phần Lan, Na Uy, Nga) 6 tháng 2
- Samoa: 1 tháng 6
- San Marino: 3 tháng 9
- São Tomé và Príncipe: 12 tháng 7
- Sark: 9 tháng 5
- Ả Rập Xê Út: 23 tháng 9
- Scotland: 30 tháng 11 (St. Andrew's Day)
- Sénégal: 4 tháng 4
- Serbia: 15 tháng 2
- Seychelles: 18 tháng 6
- Sierra Leone: 27 tháng 4
- Singapore: 9 tháng 8
- Slovakia: 29 tháng 8: 1 tháng 9
- Slovenia: 25 tháng 6
- Quần đảo Solomon: 7 tháng 7
- Somalia: 21 tháng 10
- Nam Phi: 27 tháng 4
- Quần đảo Nam Georgia và Nam Sandwich Ngày thứ 7 của tuần thứ 2 trong tháng 6
- Hàn Quốc: 15 tháng 8
- Tây Ban Nha: 12 tháng 10 (Hispanic Day)
- Sri Lanka: 4 tháng 2
- Sudan: 1 tháng 1
- Suriname: 25 tháng 11
- Thụy Điển: 6 tháng 6
- Thụy Sĩ: 1 tháng 8
- Syria: 17 tháng 4

### T
- Triều Tiên (Bắc Triều Tiên): 9 tháng 9
- Tajikistan: 9 tháng 9
- Trung Hoa Dân Quốc (thường gọi là Đài Loan): 10 tháng 10
- Cộng hòa Nhân dân Trung Hoa (thường gọi là Trung Quốc): 1 tháng 10
- Tanzania: 26 tháng 4
- Tartarstan: 30 tháng 8
- Thái Lan: 5 tháng 12
- Togo: 27 tháng 4
- Tonga: 4 tháng 6
- Transnistria: 2 tháng 9
- Trinidad và Tobago: 31 tháng 8
- Tunisia: 20 tháng 3
- Thổ Nhĩ Kỳ: 29 tháng 10
- Bắc Síp: 15 tháng 11
- Turkmenistan: 27 tháng 10
- Quần đảo Turks và Caicos: 30 tháng 8
- Tuvalu: 1 tháng 10

### U
- Uganda: 9 tháng 10
- Ukraina: 24 tháng 8
- Các Tiểu Vương quốc Ả Rập Thống nhất: 2 tháng 12
- Anh Quốc: 12 tháng 6
- Hoa Kỳ: 4 tháng 7
- Quần đảo Virgin thuộc Mỹ (Hoa Kỳ) 31 tháng 3
- Uruguay: 25 tháng 8
- Uzbekistan: 1 tháng 9
- Uzupis: 1 tháng 4

### V
- Vanuatu: 30 tháng 7
- Vatican: 24 tháng 4
- Venezuela: 5 tháng 7
- Việt Nam: 2 tháng 9

### W
- Wales 2 tháng 3 (St. David's Day)

### Y
- Yemen: 22 tháng 5
- Nam Tư 29 tháng 11

### Z
- Zambia: 24 tháng 10